# Mont Aborigène
 (septembre 2016).
Si vous disposez d'ouvrages ou d'articles de référence ou si vous connaissez des sites web de qualité traitant du thème abordé ici, merci de compléter l'article en donnant les références utiles à sa vérifiabilité et en les liant à la section « Notes et références ».
Le mont Aborigène est le plus haut sommet (altitude 2 287 m) des monts Anngatchak, dans les monts Tcherski. Le sommet est situé dans l'extrême nord-est de la Sibérie, en Russie. Le mont se trouve dans l'oblast de Magadan à 50 km au sud de Iagodnoïe et à 500 km au sud du cercle polaire.

## Faune et flore
Les versants du mont Aborigène abritent des mouflons d'Amérique, avec une présence de loups. La flore est quant à elle de la toundra herbacée, avec quelques buissons de saules. En tout, il y a 65 espèces de plantes vasculaires sur le site.